# 野球ドミニカ共和国代表
野球ドミニカ共和国代表（やきゅうドミニカきょうわこくだいひょう）は、ドミニカ共和国における野球のナショナルチーム。

## 歴史
ワールドカップでは優勝1回、準優勝3回、3位入賞が2回ある。その反面オリンピックは正式競技になってからは1992年のバルセロナ大会に1度出場して6位に終わったのみである。
2006年の第1回WBCでは優勝候補の一角と評され、デビッド・オルティーズやアルバート・プホルスらメジャーリーガーのオールスターとも呼べる強力打線を形成したが、準決勝でキューバに敗れた。
2007年の北京五輪米大陸予選では、決勝リーグまで進んだが最下位であった。
2009年の第2回WBCでは優勝候補に挙げられ期待されたが、守りの致命的なエラーと拙攻続きでオランダに2度敗れ1次ラウンド敗退を喫した。
2013年の第3回WBCでは決勝でプエルトリコを破るなど、8試合全てで勝利し大会史上初全勝優勝を果たし完全優勝を成し遂げた。
2015年は新設されたWBSCプレミア12第1回大会に参加。しかし、グループリーグで敗退している。
2017年は第4回WBCでは1次ラウンドまで3連勝と、第3回からの本大会での連勝記録を11に伸ばした。しかし2次ラウンドで敗退した。
2019年11月に第2回WBSCプレミア12に参加したが、前回大会と同様にグループリーグで敗退している。これにより、東京オリンピック出場権を東京オリンピック野球競技予選のうちアメリカ大陸予選で先ず争うことになった。
2021年4月7日に東京オリンピック野球競技アメリカ大陸予選候補選手40人がキャンプに招待された。4月23日に監督を務める予定だったフェルナンド・タティスが辞退し、後人としてエクトル・ボルグが監督を務めることになった。迎えたオリンピック本戦では3位決定戦で韓国を10-6で下し、銅メダルを獲得した。

## 国際大会

### ワールド・ベースボール・クラシック
| 回 | 年   | 開催地                                                                       | 順位            |
| -- | ---- | ---------------------------------------------------------------------------- | --------------- |
| 1  | 2006 | アメリカ合衆国の旗 · 日本の旗 · プエルトリコの旗                             | ベスト4         |
| 2  | 2009 | アメリカ合衆国の旗 · 日本の旗 · プエルトリコの旗 · メキシコの旗 · カナダの旗 | 1次ラウンド敗退 |
| 3  | 2013 | アメリカ合衆国の旗 · 日本の旗 · プエルトリコの旗 · 中華民国の旗              | 優勝            |
| 4  | 2017 | アメリカ合衆国の旗 · 日本の旗 · 大韓民国の旗 · メキシコの旗                  | 2次ラウンド敗退 |
| 5  | 2023 | アメリカ合衆国の旗 · 日本の旗 · 中華民国の旗                                 | 1次ラウンド敗退 |
| 6  | 2026 | アメリカ合衆国の旗 · 日本の旗 · プエルトリコの旗                             | 出場権獲得      |

### オリンピック
| 回 | 年   | 開催地       | 順位     |
| -- | ---- | ------------ | -------- |
| 26 | 1992 | バルセロナ   | 6位      |
| 27 | 1996 | アトランタ   | 予選敗退 |
| 28 | 2000 | シドニー     | 予選敗退 |
| 29 | 2004 | アテネ       | 予選敗退 |
| 30 | 2008 | 北京         | 予選敗退 |
| 33 | 2021 | 東京         | 3位      |
| 35 | 2028 | ロサンゼルス |          |

### WBSCプレミア12
| 回 | 年   | 開催地                                                | 順位 |
| -- | ---- | ----------------------------------------------------- | ---- |
| 1  | 2015 | 日本の旗 · 中華民国の旗                               | 11位 |
| 2  | 2019 | 日本の旗 · 中華民国の旗 · 大韓民国の旗 · メキシコの旗 | 7位  |
| 3  | 2024 | 日本の旗 · 中華民国の旗 · メキシコの旗                | 9位  |
| 4  | 2027 |                                                       |      |

### インターコンチネンタルカップ
- 1981年 - 3位
- 2002年 - 3位

### ワールドカップ
- 1942年 - 準優勝
- 1943年 - 3位
- 1948年 - 優勝
- 1950年 - 準優勝
- 1952年 - 準優勝
- 1969年 - 3位

## 代表選手
※詳細は以下の項目
- 2006 ワールド・ベースボール・クラシック・ドミニカ共和国代表
- 2009 ワールド・ベースボール・クラシック・ドミニカ共和国代表
- 2013 ワールド・ベースボール・クラシック・ドミニカ共和国代表
- 2015 WBSCプレミア12 ドミニカ共和国代表
- 2017 ワールド・ベースボール・クラシック・ドミニカ共和国代表
- 2019 WBSCプレミア12 ドミニカ共和国代表
- 2020年東京オリンピックの野球競技・ドミニカ共和国代表
- 2023 ワールド・ベースボール・クラシック・ドミニカ共和国代表
- 2024 WBSCプレミア12 ドミニカ共和国代表